# Municipio de San Antonio Nanahuatipam
El municipio de San Antonio Nanahuatipam (del náhuatl: nanahuatipam ‘Lugar de mujeres de enaguas’) es uno de los 570 municipios que conforman al estado mexicano de Oaxaca. Pertenece al distrito de Teotitlán, dentro de la Región Sierra de Flores Magón. Su cabecera es la localidad de San Antonio Nanahuatipam.

## Geografía
El municipio abarca 193.20 km² y se encuentra a una altitud promedio de 700 m s. n. m., oscilando entre 1400 y 600 m s. n. m.

## Demografía
De acuerdo al último censo, realizado por el INEGI en 2010, en el municipio habitan 4289 personas, repartidas entre 2 localidades.